# Momčilo Trajković
Momčilo Trajković (Servisch: Момчило Трајковић) (1950 - ) was een Servisch politicus in Kosovo.
Van 11 april 1990 tot 1991 was hij Provinciaal Coördinator, te vergelijken met vice-premier, van het opnieuw gevormde de Autonome Provincie Kosovo en Metohija (1990-1999).
Van 24 oktober 1999 tot 18 juli 2000 was Trajković Voorzitter van de Executive Board van de alternatieve regering van Kosovo, de Servische Nationale Raad van Kosovo en Metohija.

## Omstreden gevangenschap
Momčilo Trajković zat gevangen van 7 augustus 1999 tot 26 juli 2002, toen hij op borgtocht vrijgelaten werd. Hij was veroordeeld op 6 maart 2001, onder beschuldiging van oorlogsmisdaden en misdaden tegen de menselijkheid door een meerderheid van het lokale panel van het districtsgerechtshof van Gjilani, onder Regulation 2000/6. De rechtsvoering rammelde echter zodanig, dat hoofdaanklaagster Carla Del Ponte van het Joegoslavië-tribunaal verzocht het vonnis te vernietigen en de zaak opnieuw ter rechtsgang te sturen. Hier werd op 30 november 2001 gehoor aan gegeven, in een oordeel van slechts drie pagina's.

## Voorzitter Servische Verzetsbeweging
Trajković is tegenwoordig voorzitter van de Servische Verzetsbeweging (Serbian Resistance Movement). In deze functie alarmeerde hij in september 2006, dat er inmiddels drie miljard euro aan Servische bezittingen in Kosovo waren verkocht. "Het verkopen van land in Kosovo [door Serven] stond voor hem gelijk aan het verkopen van territorium van Servië." Hij was eveneens voorstander van Onafhankelijkheid met Toezicht boven Splitsing van Kosovo. Deze uitspraken deed hij in de twee jaren voordat de nieuwe regering in februari 2008 eenzijdig de onafhankelijkheid uitriep, met als doel een splitsing te forceren.
- Gemeinsame Normdatei: 134036603
- Virtual International Authority File: 62753731